# Frostastaðavatn
Il Frostastaðavatn è un lago dell'Islanda che si trova nei pressi dell'intersezione delle strada di Landmannaleið e Fjallabaksleið nyrðri, poco più a nord del Landmannalaugar.